# 교난정
교난정(일본어: 鋸南町 교난마치[*])은 일본 지바현 아와군의 정이다.

## 지리
북단의 훗쓰시와의 경계로 영장(霊場)으로 알려진 노코기리산이 있다. 남단에는 우라가 수도로 돌출된 니시가사키가 있다. 해안선은 기복이 심하고 야스다, 가쓰야마 등의 어항이 있다. 또 가쓰야마 바다에는 우카시마 등의 섬, 암초도 많다. 내륙의 산간부는 보소 구릉의 일부를 이루고 있다.

## 역사

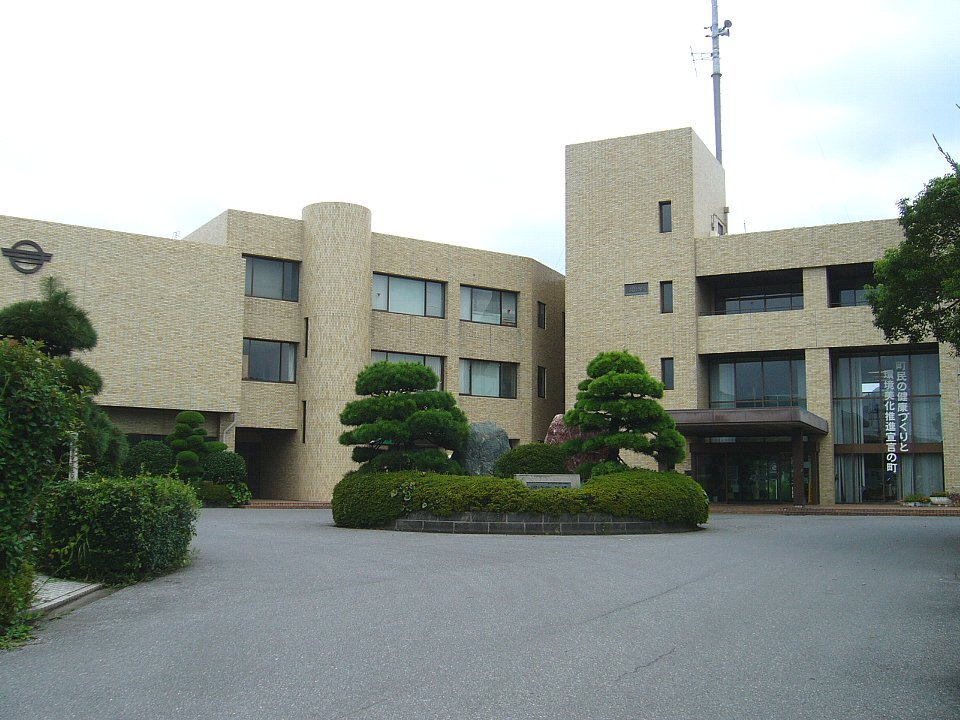
교난정사무소

- 1896년 1월 20일 - 가쓰야마가정으로 승격되었다.
- 1897년 1월 7일 - 야스다가정으로 승격되었다.
- 1955년 3월 10일 - 가쓰야마정이 사쿠마촌이 합병해 가쓰야마정이 되었다.
- 1959년 3월 30일 - 가쓰야마정과 야스다정이 합병해 교난정이 되었다.
- 2006년 3월 20일 - 미나미보소시의 탄생으로 아와군에 속하는 유일한 자치체가 되었다.

## 인구
| 연도 | 인구   | ±%     |
| ---- | ------ | ------ |
| 1920 | 12,977 | —      |
| 1930 | 13,094 | +0.9%  |
| 1940 | 12,574 | −4.0%  |
| 1950 | 16,508 | +31.3% |
| 1960 | 15,131 | −8.3%  |
| 1970 | 13,316 | −12.0% |
| 1980 | 12,843 | −3.6%  |
| 1990 | 11,696 | −8.9%  |
| 2000 | 10,521 | −10.0% |
| 2010 | 8,953  | −14.9% |

## 교통

### 철도
- 동일본 여객철도 우치보선

(← 훗쓰시) - 호타역 - 아와카쓰야마역 - (미나미보소시 →)

### 도로
- 국도 127호선